# Central Heights-Midland City
Central Heights-Midland City es un lugar designado por el censo ubicado en el condado de Gila en el estado estadounidense de Arizona. En el Censo de 2010 tenía una población de 2534 habitantes y una densidad poblacional de 503,02 personas por km².

## Geografía
Central Heights-Midland City se encuentra ubicado en las coordenadas 33°24′0″N 110°48′55″O / 33.40000, -110.81528. Según la Oficina del Censo de los Estados Unidos, Central Heights-Midland City tiene una superficie total de 5.04 km², de la cual 5.04 km² corresponden a tierra firme y (0%) 0 km² es agua.

## Demografía
Según el censo de 2010, había 2.534 personas residiendo en Central Heights-Midland City. La densidad de población era de 503,02 hab./km². De los 2.534 habitantes, Central Heights-Midland City estaba compuesto por el 83.54% blancos, el 1.22% eran afroamericanos, el 2.05% eran amerindios, el 0.43% eran asiáticos, el 0.04% eran isleños del Pacífico, el 9.63% eran de otras razas y el 3.08% pertenecían a dos o más razas. Del total de la población el 28.53% eran hispanos o latinos de cualquier raza.